# Селкуцький яр
Селкуцький яр (рум. Râpa din Sălcuța) — пам'ятка природи геологічного або палеонтологічного типу в Каушенському районі Молдови. Розташована на південний схід від села Селкуца, Каушенське лісництво, урочище Селкуца, квартал 43, виділ 3а. Має площу 3 га. Об'єкт перебуває у віданні Бендерського держлісгоспу.